# Cadenza di tiro

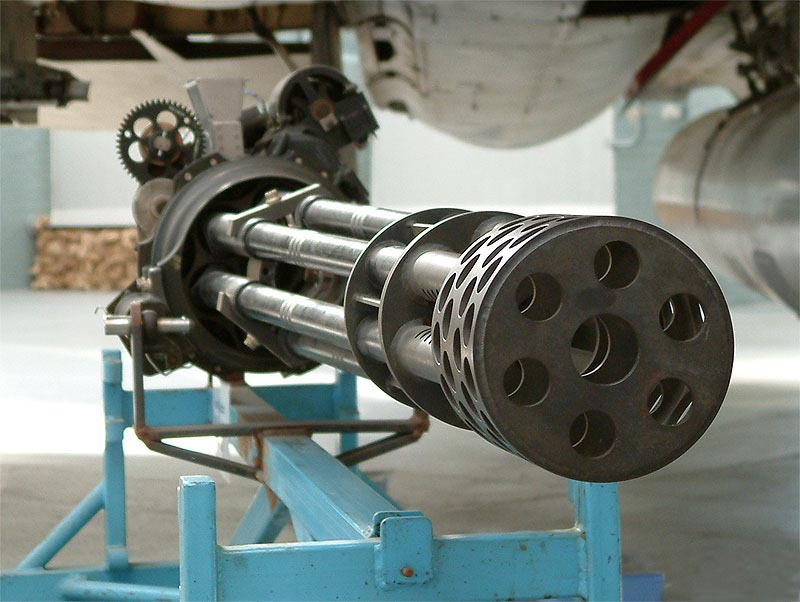
La mitragliatrice M61 Vulcan, prodotta dalla General Dynamics è nota per la sua eccezionale cadenza di tiro, variabile dalle 4000 alle 6000 pallottole al minuto.

La cadenza di tiro (o erroneamente rateo di fuoco, la parola rateo in italiano ha infatti tutt'altro significato) è il numero di colpi che un'arma da fuoco può sparare in un'unità di tempo, tipicamente nell'arco di 60 secondi.
Varia notevolmente a seconda del tipo di arma presa in considerazione (ad esempio pistola, fucile, cannone, mitragliatrice) ed è determinata sia dal calibro, sia dalla complessità meccanica o funzionale dell'arma.
Generalmente a parità di funzionamento, nella stessa categoria di arma da fuoco, aumentando il calibro diminuisce la cadenza di tiro: ad esempio un cannone navale da 127 mm ha una cadenza di tiro nettamente superiore rispetto a quella di un 381 mm. Questo perché il peso globale dell'arma e quello dei proiettili utilizzati sono nettamente differenti (dai 30 kg per il 127 mm agli oltre 850 kg per il 381 mm) così come la complessità del caricamento.